# Кубассы
Кубассы — село в Чистопольском районе Татарстана. Административный центр Кубасского сельского поселения.

## География
Находится в центральной части Татарстана на расстоянии приблизительно 12 км по прямой на западо-северо-запад от районного центра города Чистополь на берегу Куйбышевского водохранилища.

## История
Известно с 1710 года. Упоминалось также как Сергеевское. Село долгое время было приписано к Вознесенскому железоделательному заводу. В начале XX века здесь действовали Никольская церковь и земская школа.

## Население
Постоянных жителей было: в 1782 — 219 душ мужского пола, в 1859 — 860, в 1897 — 1308, в 1908 — 1764, в 1920 — 1777, в 1926 — 1854, в 1938 — 1270, в 1949 — 977, в 1958 — 838, в 1970 — 548, в 1979 — 543, в 1989 — 509, в 2002 — 603 (русские 81 %), 561 — в 2010.